# Vázseci menedékház
Vázseci menedékház (Vazecká chata, 1180 m) (A menedékház egy ideig Raso kpt. nevét viselte).

## Elhelyezkedése
Pontos GPS koordinátái: 1180 m.n.m | Északi Szélesség: 49° ′ ″ – Keleti Hosszúság: 20° ′ ″
A Kriván alatti Három-forrás közelében.

## Története
A Kriván alatti Három-forrás közelében, Vázsec községtől szerzett telken Kertész J. épít (1933) emeletes, étteremmel, két hálóteremmel és hét vendégszobával bíró, összesen 58 személyt befogadó menedékházat. A menedékház 1999 telén leégett. Tervek vannak az újraépítésére.

## Szálláshelyek
Jelenleg nem üzemel, a menedékház 1999 telén leégett.

## Megközelítése
- Podbanszkóról a piros jelzésen  (Magisztrála), 1 ó 30 p.
- Csorba-tóról ugyancsak a Magisztrálán, 2 ó.

## Túravidéke
Kriván, Hrubo-gerinc, Szmrecsini-völgy.

## Jelzett turistautak
- A Krivánra a Grunikon át: zöld jelzés,  3 ó 30 p.
- A Koprova-völgyben a Felső-Kapor-hágóra Felső-Koprova-hágóra: kék jelzés,  5 ó.
- Szmrecsini-völgyben a vízeséshez és a tavakhoz: kék , zöld   és piros  jelzés 3 ó 30 p.